# 키토 아카리
키토 아카리(일본어: 鬼頭 明里 기토 아카리[*], 1994년 10월 16일 ~ )는 일본의 여자 성우이다. 아이치현 나고야시 출신이다.

## 출연작

### TVA(애니메이션)
- 2018년
  - 그랑크레스트 전기 - 시르카 메레테스
  - 결혼반지 이야기 VR판 - 노나카 히메노
  - 라멘 너무 좋아 코이즈미 씨 - 나카무라 미사
  - 라스트 피리어드 ~끝없는 나선의 이야기~ - 키카자루
  - 반역성 밀리언아서 - 미셸
  - 아이카츠 프렌즈! - 신카이 린나
  - 우마무스메 PRETTY DERBY - 세이운 스카이
  - 칠성의 스바루 -  우스이 사츠키
  - 하루카나 리시브 - 타나하라 아이
  - Lostorage incited WIXOSS - 레이라
  - SSSS.GRIDMAN - 하스

- 2019년
  - 귀멸의 칼날 - 카마도 네즈코
  - 길모퉁이 마족 - 치요다 모모
  - 나에게 천사가 내려왔다! - 히메사카 노아
  - 나카노히토 게놈 - 사라야시키 카린
  - 도메스틱 그녀 - 후지이 나츠오 (少)
  - 초인 고교생들은 이세계에서도 여유롭게 살아가나 봅니다! - 미린다
  - 히토리 봇치의 ○○생활 - 혼쇼 아루
  - Re:스테이지! 드림 데이즈♪ - 츠키사카 사유

- 2020년
  - 가가스테루의 습격 - 리지
  - 러브 라이브! 니지가사키 학원 스쿨 아이돌 동호회 - 코노에 카나타
  - 부호형사 Balance:UNLIMITED - 노무라 츠요시
  - 아다치와 시마무라 - 아다치 사쿠라
  - 아이카츠 온 퍼레이드! - 신카이 린나
  - 어쨌든 귀여워 - 유자키 츠카사
  - 전익의 시그드리파 - 아르마 콘토로
  - 지박소년 하나코 군 - 야시로 네네
  - 허구추리 - 이와나가 코토코

- 2021년
  - 괴병의 라무네 - 카시와기 코토
  - 귀멸의 칼날: 환락의 거리편 - 카마도 네즈코
  - 나만 들어가는 숨겨진 던전 - 루나 힐러
  - 너와 피트니스 복싱 - 카렌
  - 달이 이끄는 이세계 여행 - 미오
  - 마기아 레코드 마법소녀 마도카☆마기카 외전 2nd SEASON -각성 전야- - 미야비 시구레
  - 마술사 오펜 뜻밖의 여행 킴라크편 - 메첸 아믹
  - 만난 지 5초 만에 배틀 - 양
  - 배틀 애슬리테스 대운동회 ReSTART! - 리디아 거트랜드
  - 섀도 하우스 - 케이트
  - 신칸센변형로보 신카리온 Z - 우스이 아부토
  - 오드 택시 - 미츠야 유키
  - 우마무스메 PRETTY DERBY 2 - 세이운 스카이
  - 쟈히님은 기죽지 않아! - 수수께끼의 빛/저스티스
  - EX-ARM - 알마

- 2022년
  - 길모퉁이 마족 2번가 - 치요다 모모
  - 러브 라이브! 니지가사키 학원 스쿨 아이돌 동호회 2기 - 코노에 카나타
  - 뻐꾸기 커플 - 아마노 에리카
  - 섀도 하우스 2nd Season - 케이트
  - 아케비의 세일러복 - 우사기하라 토우코
  - 어서오세요 실력지상주의 교실에 2nd Season - 호리키타 스즈네
  - 프리마 돌 - 레첼
  - BIRDIE WING -Golf Girls' Story- - 이브
  - CUE! - 나기하라 코토코
  - Ninjala - 베레카
  - RPG 부동산 - 네즈미코

- 2023년
  - 어서오세요 실력지상주의 교실에 3rd Season - 호리키타 스즈네
  - 영웅왕, 극한의 무를 위해 전생하다 ~그리고 세계 최강의 견습기사가 되다♀~ - 잉그리스 유크스(크리스)
  - 허구추리 Season2 - 이와나가 코토코
  - BIRDIE WING -Golf Girls' Story- Season 2 - 이브

- 미정
  - 귀멸의 칼날: 대장장이 마을편 - 카마도 네즈코
  - 라이어・라이어 - 사이온지 사라사
  - 마도정병의 슬레이브 - 우젠 쿄카
  - 어쨌든 귀여워 2기 - 유자키 츠카사

#### 극장판
- 극장판 여성향 게임의 파멸 플래그밖에 없는 악역 영애로 환생해버렸다... - 나시트
- 극장판 귀멸의 칼날: 무한열차편 - 카마도 네즈코
- 귀멸의 칼날: 장구저택 편 - 카마도 네즈코
- 귀멸의 칼날: 주합회의·나비저택 편 - 카마도 네즈코
- 귀멸의 칼날: 나타구모산 편 - 카마도 네즈코
- 기빗올 : 우리들의 썸머 - 효도 타에코
- 나에게 천사가 내려왔다! 신작 - 히메사카 노아

### 게임
- 원신 - 바바라
- 쿠키런: 킹덤 - 라떼맛 쿠키
- 그랑사가 - 세리아드